# Rue Miodowa
 (novembre 2023).
La rue Miodowa  (en polonais Ulica Miodowa) est une rue de Cracovie située dans le quartier de Kazimierz.

## Histoire
Au Moyen Âge, une route souterraine passait entre les murs de la ville de Kazimierz et la Vistule. Après la démolition des murs de la ville de Kazimierz au début du XIXe siècle, une rue fut créée appelée Podbrzeże, Podbrzezie, du nom du faubourg situé entre la Vistule et les murs. Elle a été réalisée vers 1865 sur les plans réglementaires de 1828 et 1844
Elle a reçu son nom actuel en 1858, peut-être des producteurs d'hydromel vivant à Kazimierz.

## Bâtiments
Les bâtiments sont principalement des immeubles d'habitation du tournant des XIXe et XXe siècles et des synagogues :
- N° 13 – Immeuble de location, conçu par Léopold Tlachna, 1937. Il y avait là une synagogue des hassidim de Cieszanów.
- N°19 – Immeuble de location conçu par Aleksander Biborski, 1905. Le seul immeuble Art nouveau à Kazimierz.
- N°24 – Synagogue Tempel.
- N° 24 – Centre communautaire juif.
- N°24a – Immeuble conçu par Zygmunt Prokesz, 1929. Il y avait  une école populaire juive, Cheder Iwri, et un lycée Tachkemoni.
- N°27 – Synagogue Kupa.
- N° 36–36a – Ancienne école municipale. Conçue par Stefan Żołdani, 1884. Actuellement, école primaire n°11.
- N° 55 – Maison funéraire conçue par Władysław Kleiberger en 1903.
- N°55 – Nouveau cimetière juif, fondé en 1800.

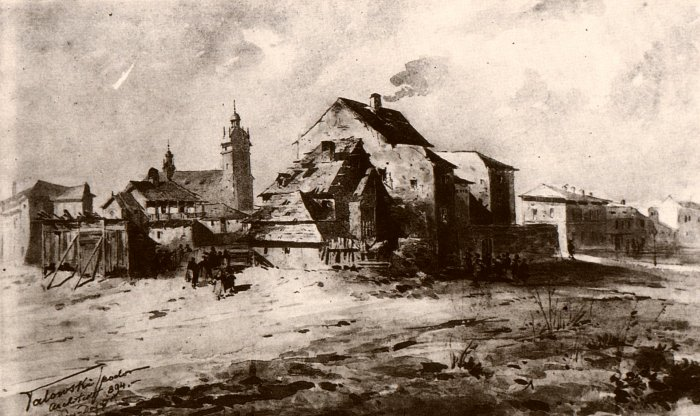
Rue Miodowa Aquarelle Teodora Talowskiego, 1895
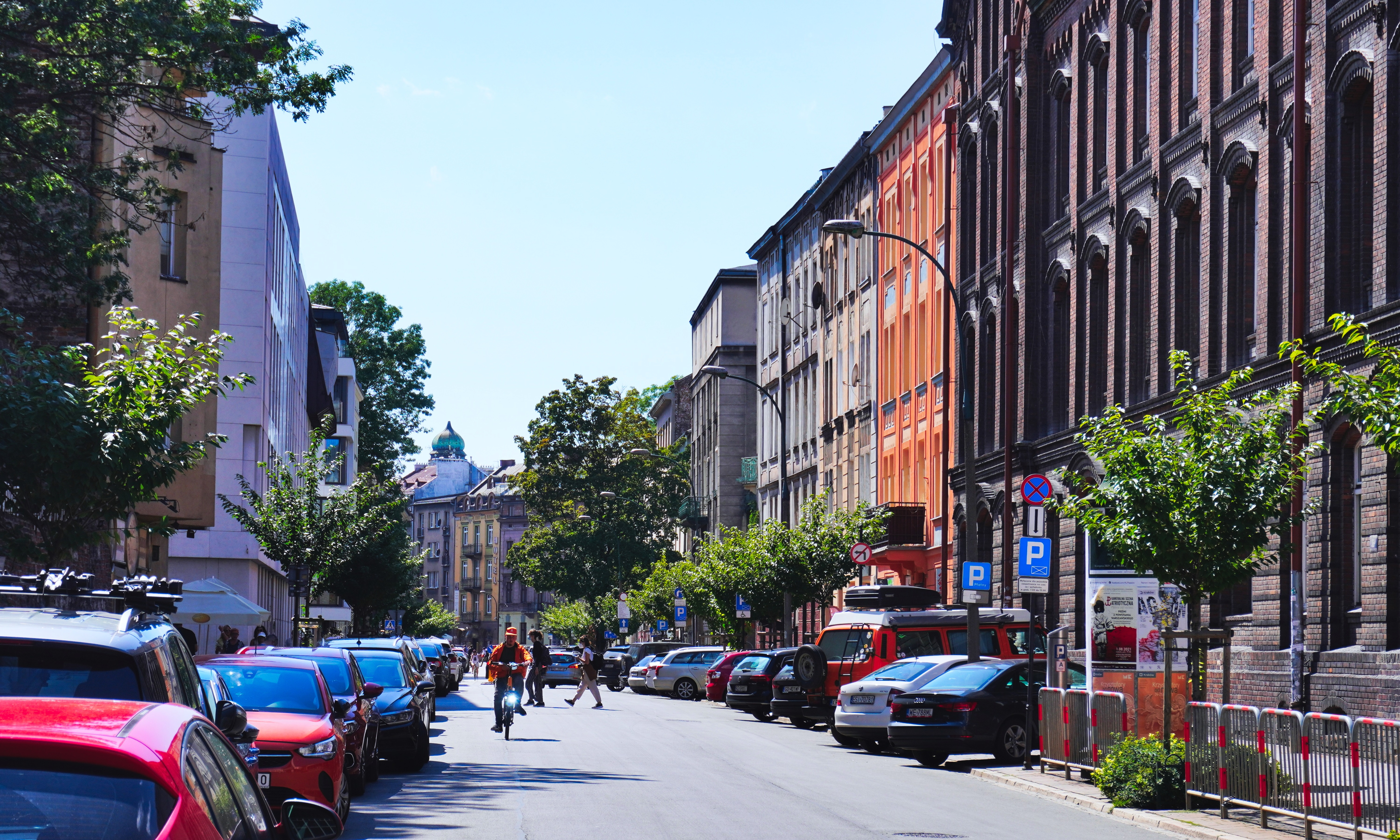
Intersection avec la rue Starowiślna à l’ouest
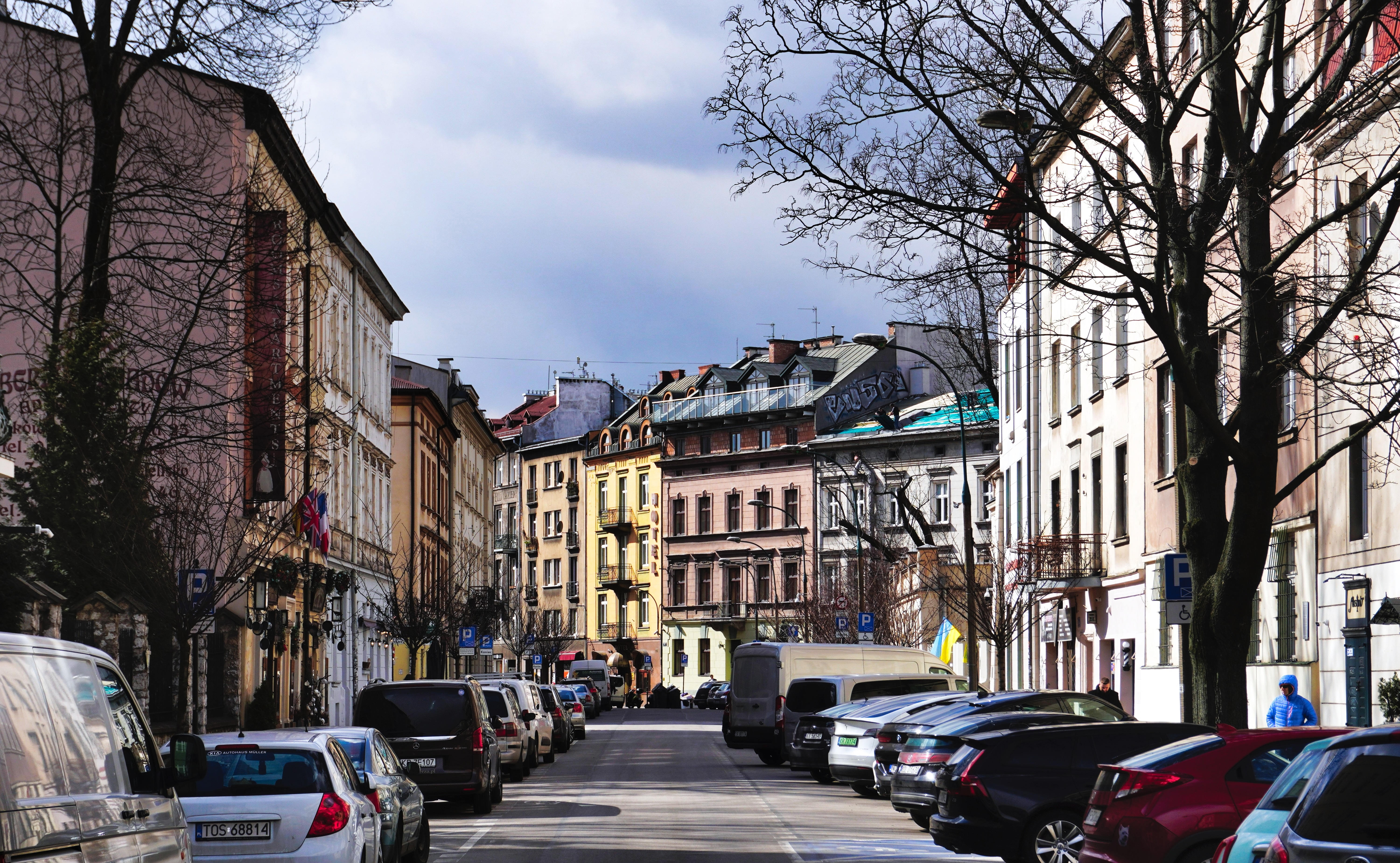
Intersection avec la rue Jakuba à l’ouest
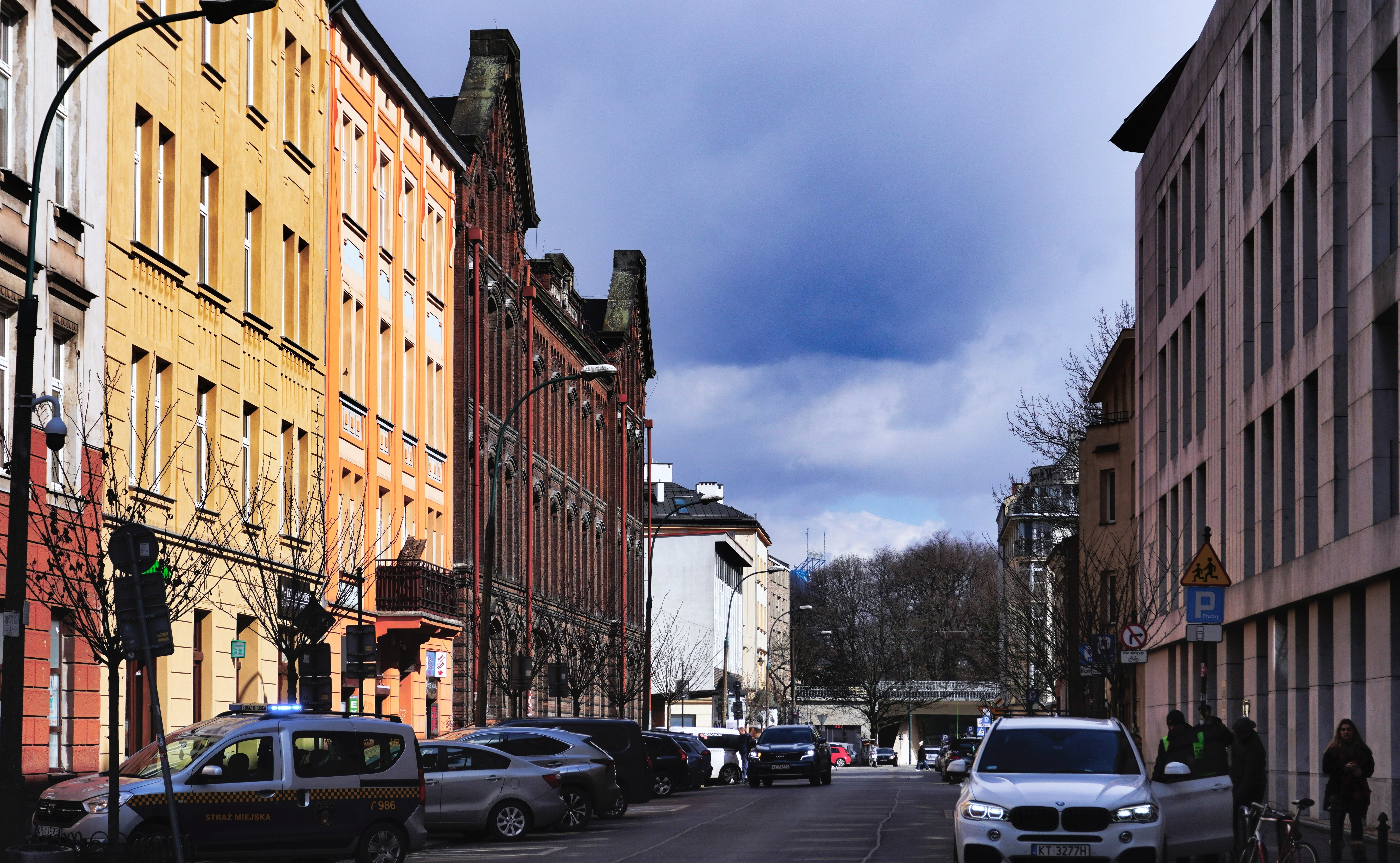
Intersection avec la rue Jakuba à l’est
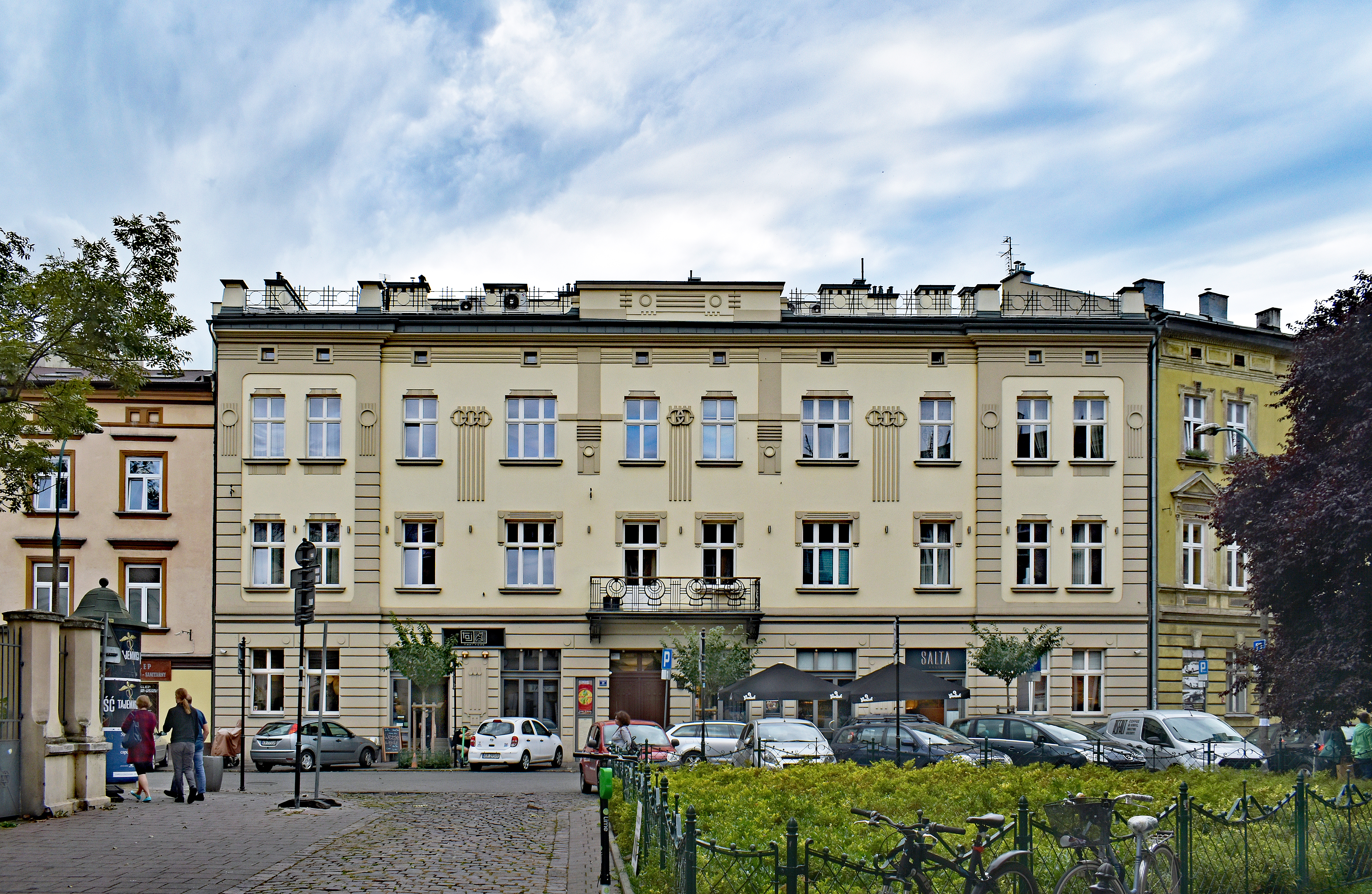
L’immeuble du 19 rue Miodowa, le seul bâtiment Art nouveau de Kazimierz
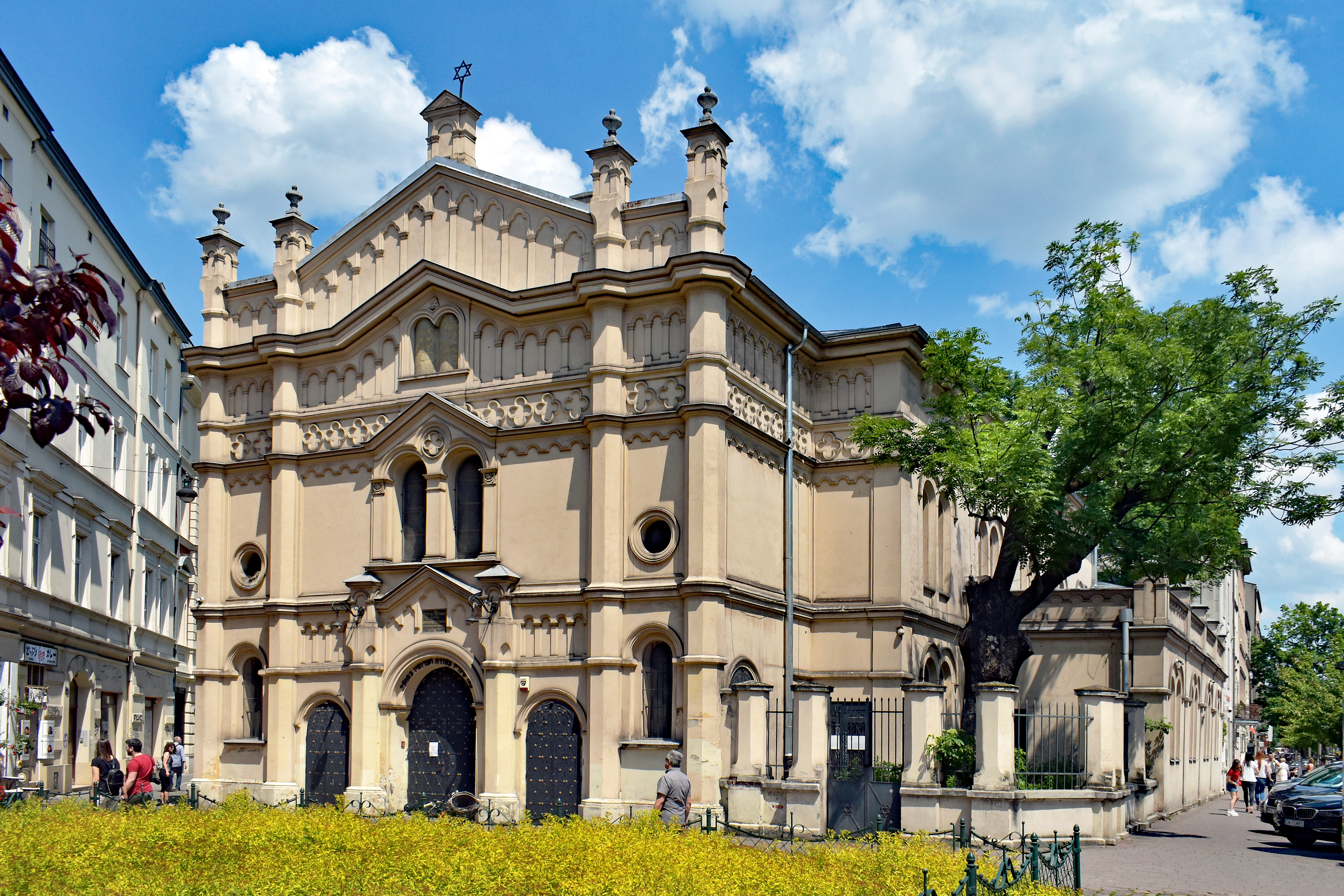
Synagogue Tempel
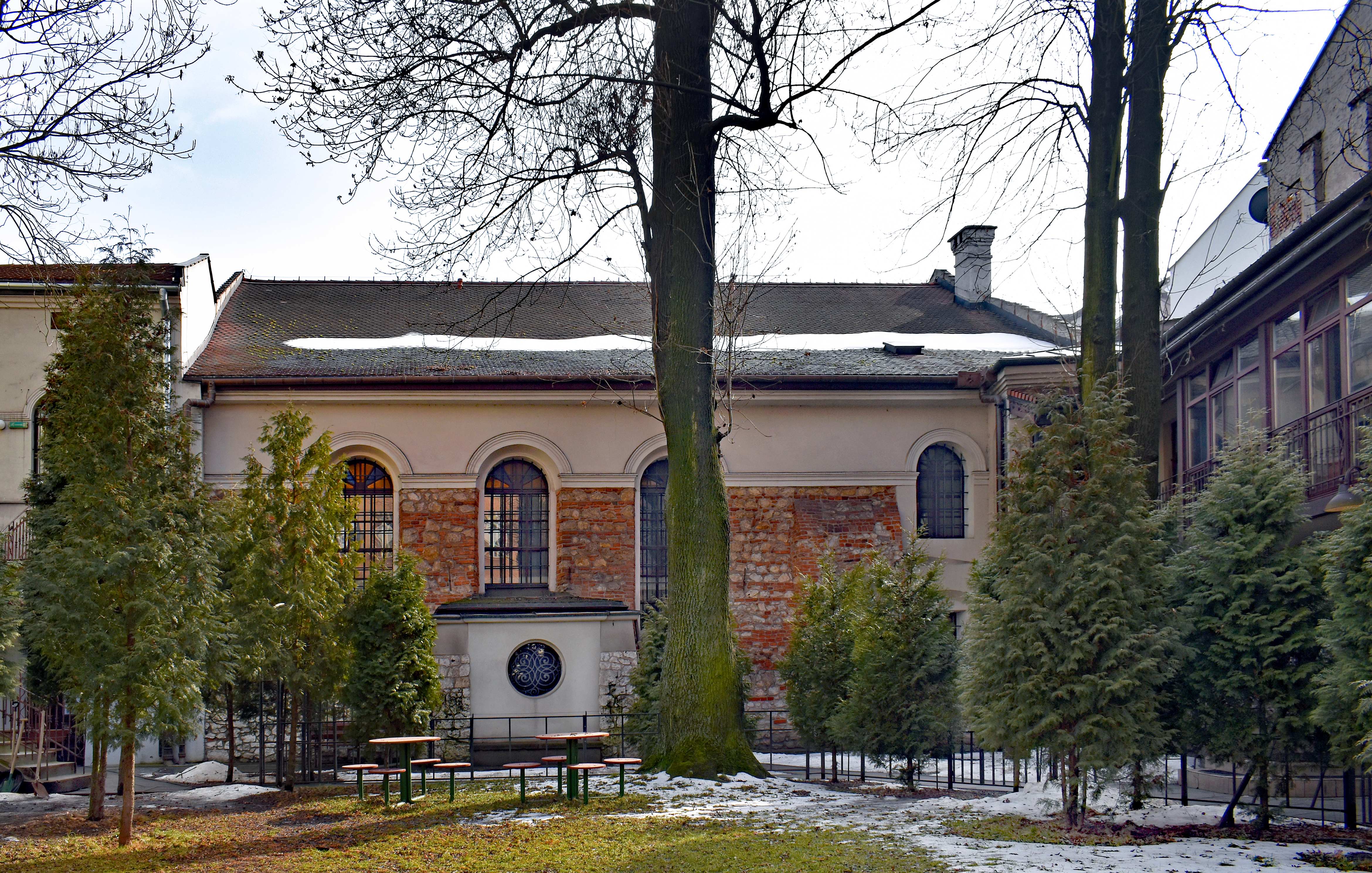
Synagogue Kupa
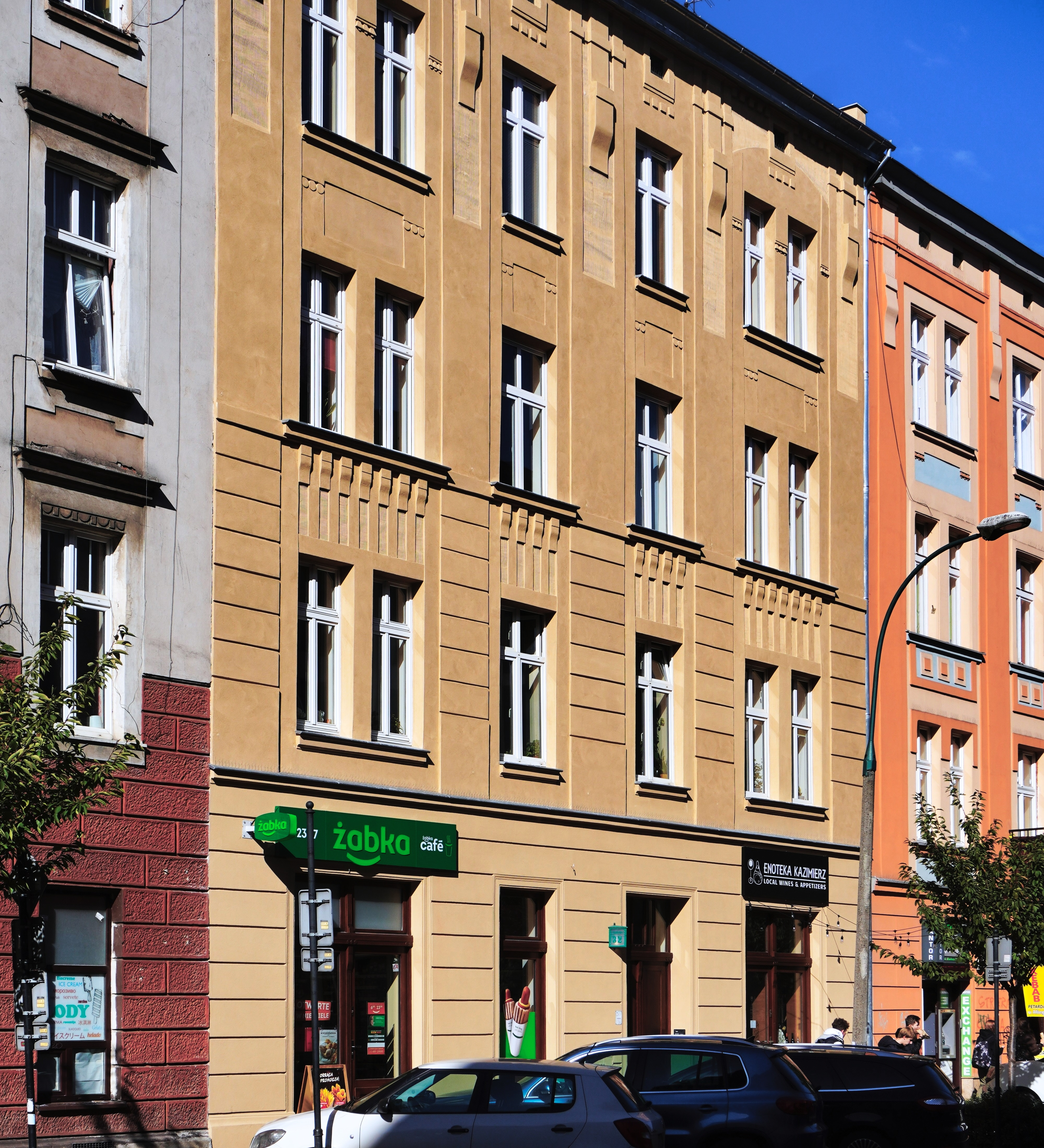
Numéro 32. (proj. Jozue Oberleder, 1911)
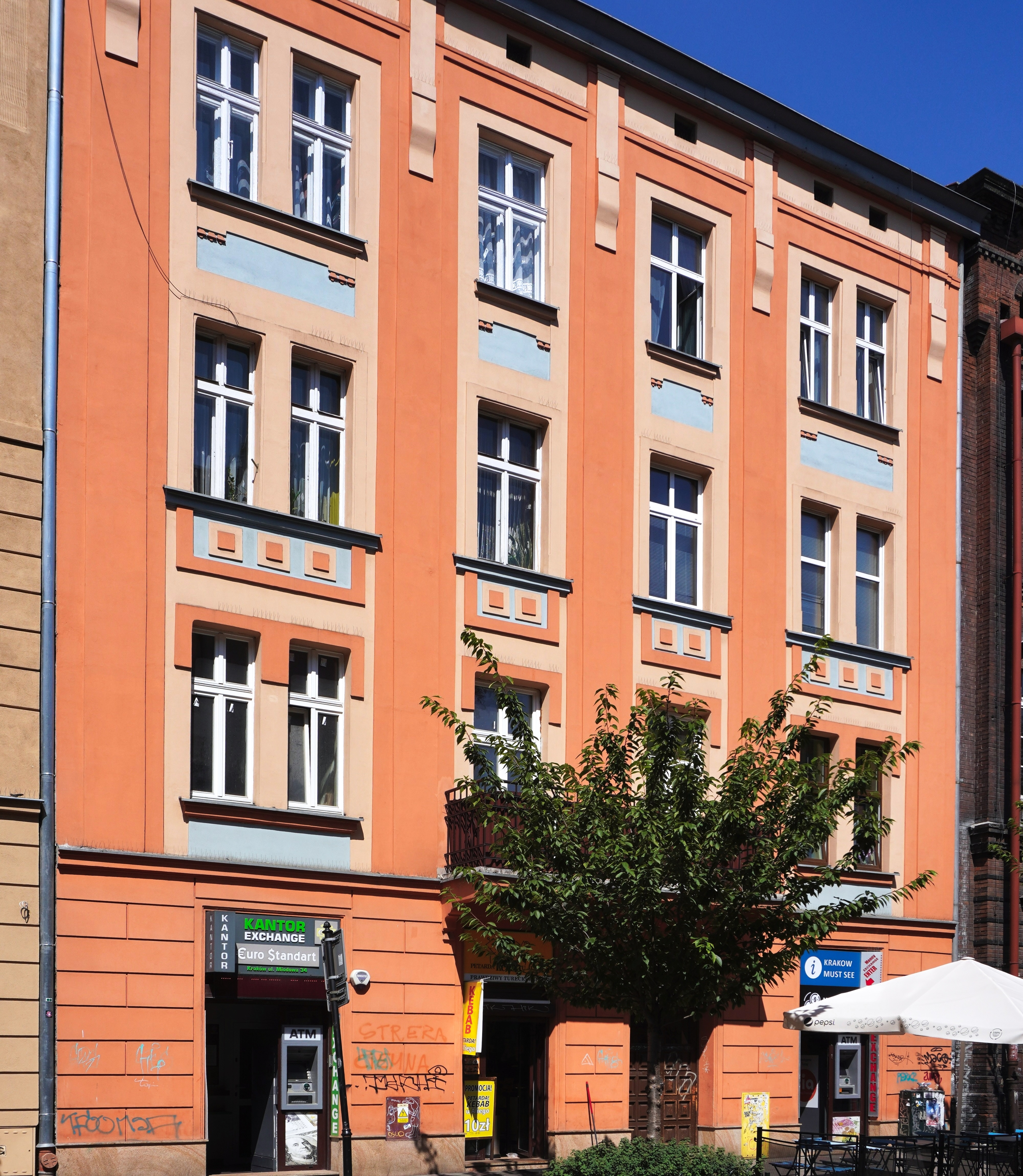
Numéro 34. Miodowa 34 (proj. Jozue Oberleder, 1911)
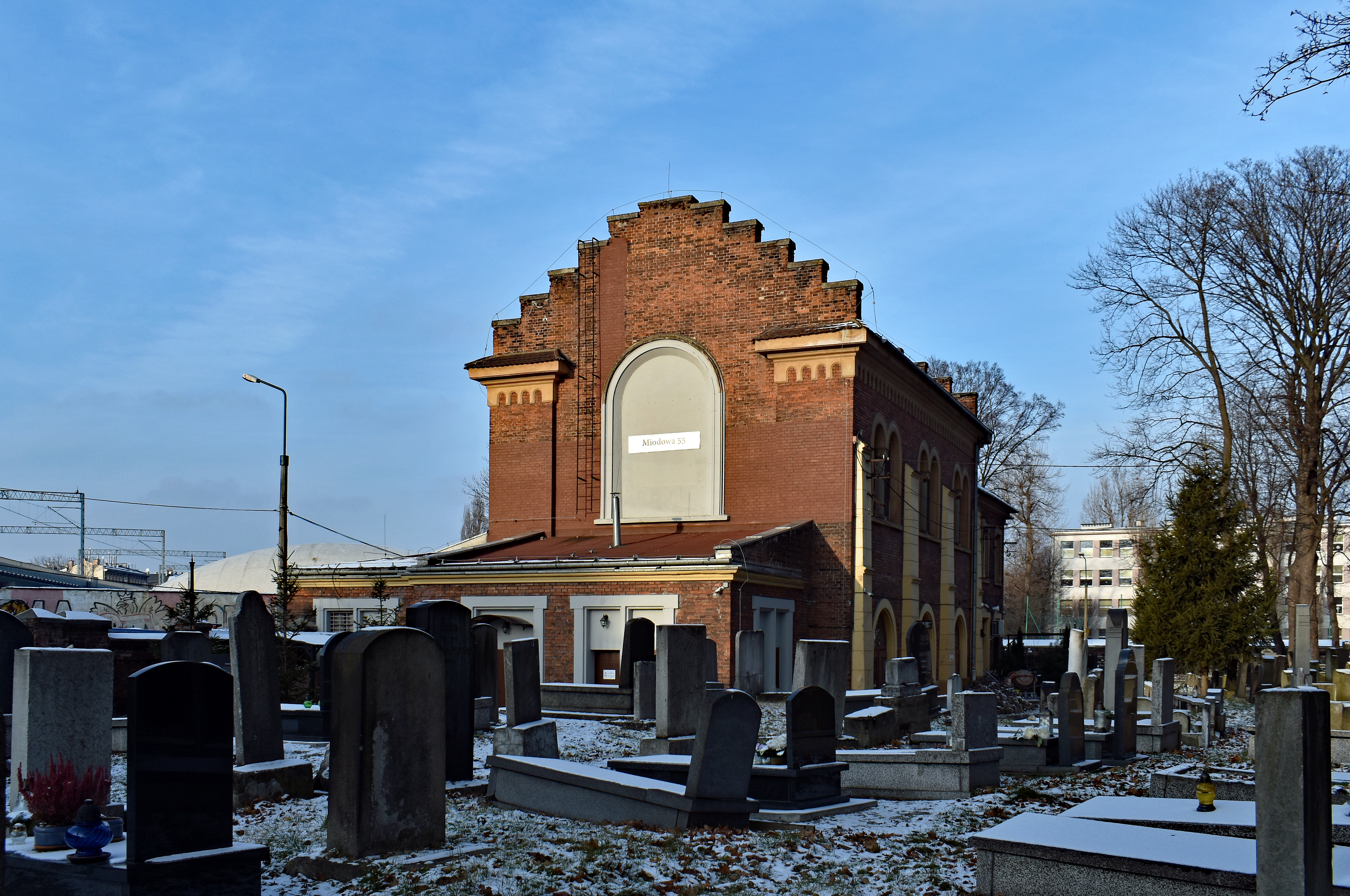
Bâtiment funéraire et nouveau cimetière juif.